# Ken Boyer
Kenton Lloyd Boyer (Liberty, Misuri, 20 de mayo de 1931-San Luis, Misuri, 7 de septiembre de 1982), más conocido como Ken Boyer, fue un jugador profesional estadounidense de béisbol que se desempeñó en la posición de tercera base en las Grandes Ligas de Béisbol (MLB). Logró obtener cinco Guantes de Oro.

## Carrera
Boyer jugó como profesional once temporadas en St. Louis Cardinals (1955-1965), después pasó a New York Mets (1966-1967), luego a Chicago White Sox (1967-1968), posteriormente a Los Angeles Dodgers, donde jugó dos temporadas (1968-1969), y fue el equipo en el que se retiró.

## Premios
Fue galardonado con el Guante de Oro en cinco oportunidades (1958, 1959, 1960, 1961 y 1963).